# Bahnhof Zürich Enge
Der Bahnhof Zürich Enge (409 m ü. M.) ist einer der dreizehn SBB-Bahnhöfe auf dem Gebiet der Stadt Zürich und liegt im gleichnamigen Quartier Enge.

## Geschichte

Luftbild von Walter Mittelholzer aus dem Jahr 1926 mit dem ersten Bahnhof in der Bildmitte und dem Neubau oben rechts

Die erste Bahnstation Enge wurde 1875 errichtet, mit der Eröffnung der linksufrigen Seebahn der Schweizerischen Nordostbahn (NOB) von Zürich Hauptbahnhof über Thalwil, Pfäffikon SZ und Ziegelbrücke nach Näfels. Das Bahnhofsgebäude stand an der Tunnelstrasse im damaligen Stadtkreis II. Die Seebahn wurde 1897 mit dem Durchstich des Zimmerbergs zum Gotthardbahn-Zubringer. Das steigende Verkehrsaufkommen zwang Anfang des 20. Jahrhunderts die SBB dazu, die Seebahn auf dem Gebiet der Stadt Zürich zu verlegen.

Luftbild von Walter Mittelholzer von 1919. Im Zentrum der alte Bahnhof Enge, eröffnet 1875 an der Tunnelstrasse, im Mittelgrund links die Baustelle am Ulmbergtunnel.

Die Seebahn wurde zwischen dem Vorfeld des Hauptbahnhofs und Wollishofen in Tieflage versetzt und elektrifiziert, damit erhielten die Quartiere Wiedikon und Enge neue Bahnhöfe. Die Verlegung wurde 1927 abgeschlossen und der neue Bahnhof Enge eröffnet. Die Seebahn erreicht von Wiedikon her den Bahnhof Enge durch den neuen Ulmbergtunnel (848 Meter Länge) und verschwindet im Enge-Tunnel (903 Meter) nach Wollishofen. Zwischen dem neuen Bahnhofsgebäude und dem Ulmbergtunnel quert die Bederstrasse auf einer Brücke das Bahnhofsareal; die Bederbrücke ist wegen ihres schlechten Zustands seit dem 11. Februar 2019, mit Ausnahme der Tramzüge, nur noch für Fahrzeuge bis maximal 3,5 Tonnen befahrbar und soll ab 2020 etappenweise ersetzt werden.[veraltet]
Durch den Bahnhof führt die doppelspurige Seebahn, über welche früher die Schnellzüge Richtung Gotthard, und Richtung Graubünden verkehrten. Auch internationale Reisezüge hielten im Bahnhof Enge, zuletzt noch Nachtzüge, die den Kopfbahnhof Zürich HB nicht bedienten. Nachdem die Schnellzugshalte entfallen waren, wurde das dritte Gleis in den 1990er Jahren aufgehoben, dafür die Bahnsteigkanten bis in den Tunnel verlängert. Das ehemalige Geleise zwischen dem Inselperron und der westlichen Stützmauer wurde zugeschüttet. 2007 wurden eine Treppe von den Bahnsteigen und ein Lift vom ehemaligen Inselperron zur Bederstrasse gebaut, so dass auch diese für Rollstuhlfahrer zugänglich ist.
Einst hätte – analog zum Bahnhof Wiedikon – ein drittes Gleis zum Bahnhof Zürich Giesshübel führen sollen. Hierfür wäre aber ein weiterer Tunnel notwendig gewesen, der nie gebaut wurde.

## Bahnhofsgebäude

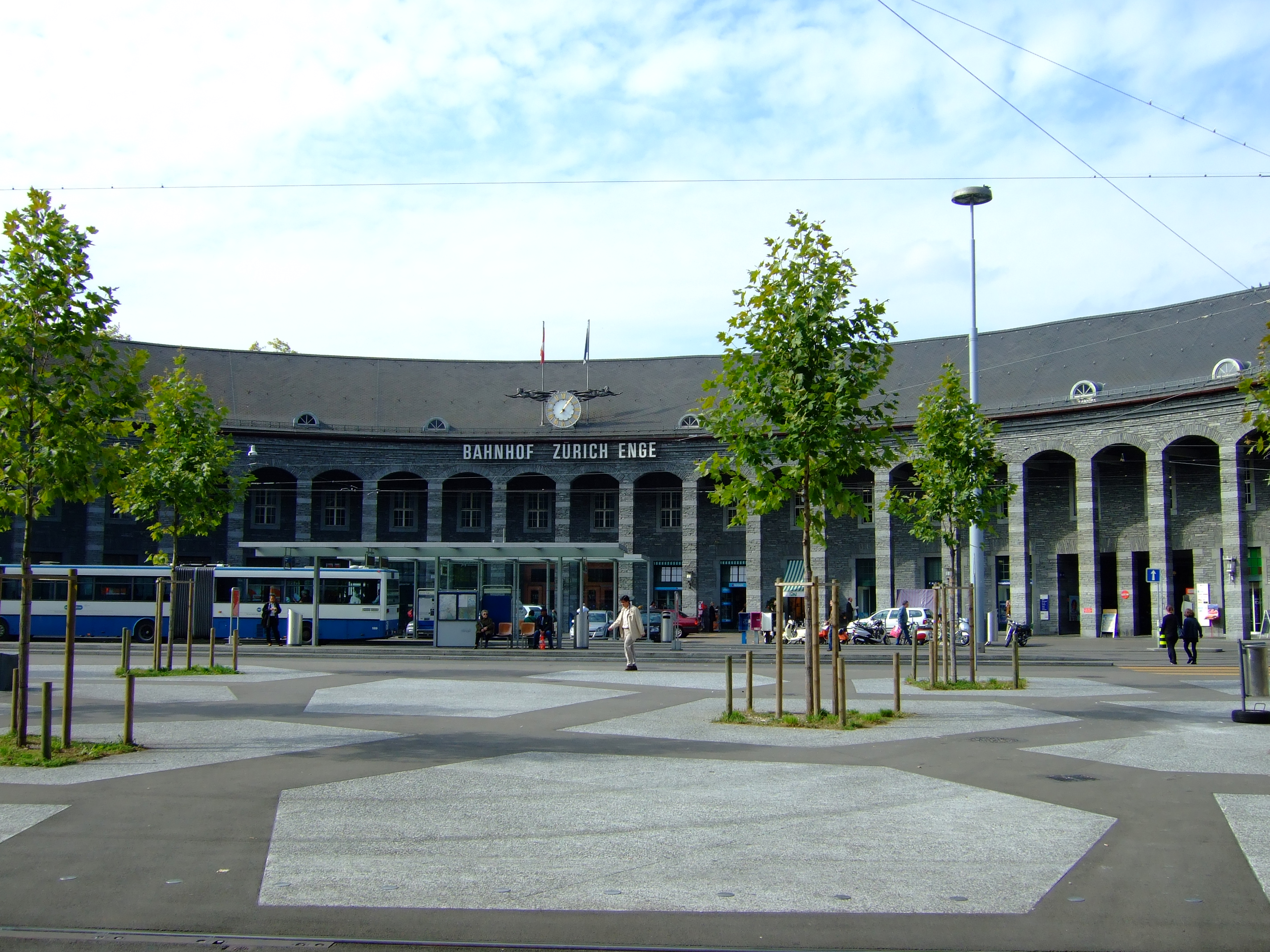
Der Bahnhof Enge mit dem Tessinerplatz im Vordergrund

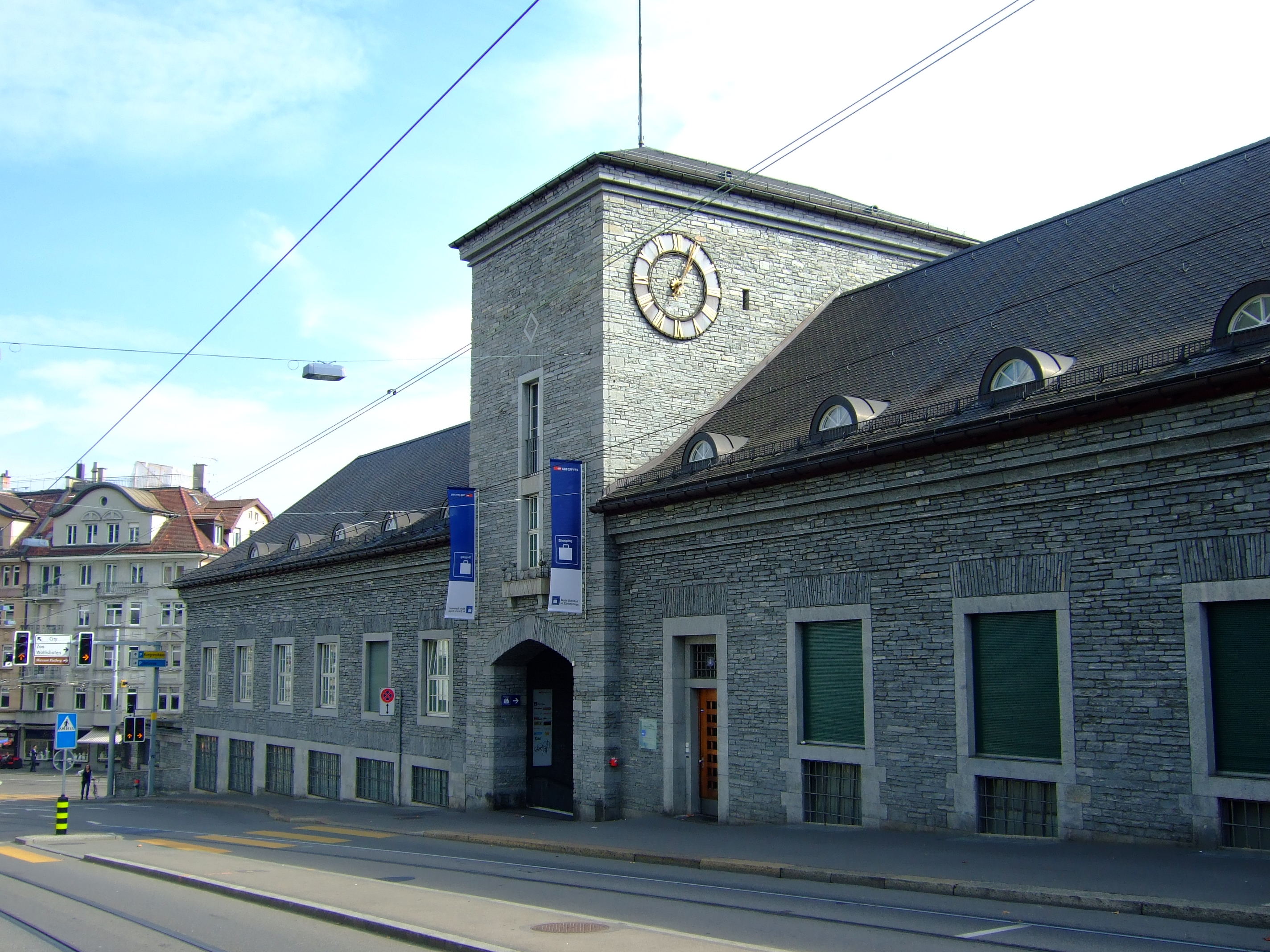
Nordfassade zur Bederstrasse

Das Gebäude des Bahnhof Enge wurde zwischen 1925 und 1927 aus Tessiner Granit gebaut, weswegen der davorliegende Platz Tessinerplatz heisst. Die Architekten waren die Brüder Otto und Werner Pfister, denen der Stuttgarter Hauptbahnhof als Vorbild für das axialsymmetrische Gebäude diente.
Nachdem der Betrieb der linksufrigen Seebahn automatisiert worden war, wurde Ende der 1990er Jahre begonnen, das Aufnahmegebäude auszuräumen und neuen Nutzungen zuzuführen. Dabei verschwanden unter anderem die Räumlichkeiten des alten, örtlichen Stellwerks wie auch die Billetschalter, die Gepäckschalter und die Lagerräume, die der Bahnhof mangels eines Güterschuppens besass. Von den ehemaligen Einrichtungen im Erdgeschoss finden sich überall noch Spuren wie die ehemaligen Schalter, die inzwischen als Take-Away-Theke genutzt werden, oder die verglaste Front des Stellwerk-Raums am Gleis 1, das als Vitrine auf den Grossverteiler im Inneren des Gebäudes hinweist.
Seit Abschluss der Umbauarbeiten dominieren Läden und Gastronomiebetriebe das Erdgeschoss. Im oberen Stockwerk befinden sich seit 2020 zudem verschiedene Arzt- und Zahnarztpraxen. Die klassische Funktion des Aufnahmegebäudes tritt nur noch am Rande zutage. Die SBB selber betreiben im Bahnhof mittlerweile einzig ein SBB-Reisebüro, welches die Funktion eines bedienten Billetschalters wahrnimmt. Der Bahnhof Enge wurde ab 2006 als Teil des SBB-Projekts «Mehr Bahnhof» aufgewertet.

## S-Bahn Zürich
Seit Einführung der S-Bahn Zürich wird der Bahnhof Zürich Enge praktisch ausschliesslich von S-Bahn-Zügen bedient.
- S 2 Zürich Flughafen – Zürich HB – Pfäffikon SZ – Ziegelbrücke
- S 8 Winterthur – Wallisellen – Zürich HB – Thalwil – Pfäffikon SZ
- S 24 Thayngen – Schaffhausen/Weinfelden – Winterthur – Zürich Flughafen – Zürich HB – Thalwil – Horgen Oberdorf – Zug

Die S 2  verkehrt ab 21:00 Uhr nur im Stundentakt.
Zudem verkehrt am Wochenende im Nachtnetz:
- SN8 Pfäffikon ZH – Wallisellen – Zürich HB – Thalwil – Lachen

Der Zimmerberg-Basistunnel (erste Etappe) und die erste Etappe von Bahn 2000 haben den InterRegio-Verkehr vom Bahnhof weitgehend abgezogen; nur werktags zur Hauptverkehrszeit verkehren wenige IR in Lastrichtung via Enge anstatt durch den Zimmerberg-Basistunnel.
Distanzen zu den nächstgelegenen Bahnhöfen:
- Zürich Wiedikon (1000 m)
- Zürich Wollishofen (1880 m)